# 387 (numero)
Trecentottantasette (387) è il numero naturale dopo il 386 e prima del 388.

## Proprietà matematiche
- È un numero dispari.
- È un numero composto con 6 divisori: 1, 3, 9, 43, 129, 387. Poiché la somma dei divisori (escluso il numero stesso) è 185 < 387, è un numero difettivo.
- È un numero palindromo nel sistema numerico binario.
- È parte delle terne pitagoriche (387, 516, 645), (387, 884, 965), (387, 1720, 1763), (387, 2760, 2787), (387, 8316, 8325), (387, 24960, 24963), (387, 74884, 74885).

## Astronomia
- 387P/Boattini è una cometa periodica del sistema solare.
- 387 Aquitania è un asteroide della fascia principale del sistema solare.

## Astronautica
- Cosmos 387 è un satellite artificiale russo.